# 9074 Yosukeyoshida
A 9074 Yosukeyoshida (ideiglenes jelöléssel 1994 FZ) a Naprendszer kisbolygóövében található aszteroida. Endate K. és Vatanabe Kazuró fedezte fel 1994. március 31-én.